# UGC 5539
UGC 5539 je nepravilna galaksija u zviježđu Sekstantu i dio je NGC 3169 Grupe galaksija.